# Jamendo
Jamendo是一個音樂平台與社群網站。
Jamendo上的所有音樂都使用Creative Commons授權或自由藝術授權，這使得任何人可以免費下載，而且複製與分享的行為都是合法的。根據所使用的授權類型，對歌曲進行修改或者商業使用也都可行。Jamendo允許使用者透過串流方式，以收聽Ogg Vorbis或MP3格式的音樂，並能透過BitTorrent與eDonkey網路下載音樂檔案。
Jamendo這個名字來自兩個音樂的名詞jam與crescendo所結合的混成詞。

## 網站特色
- 使用Creative Commons/Free Art License授權的音樂
- 透過BitTorrent以及eDonkey下載整張專輯
- 以Ogg Vorbis與MP3編碼的音效檔案
- 整合式的評分與推薦系統
- 以標籤與評論來尋找艺术家
- 聽眾可透過PayPal對艺术家進行贊助

Jamendo有超過25,000首音樂可供下載。並囊括各種音樂類型，如：舞曲/電音、嘻哈、重金屬、爵士、流行、搖滾等等。
Jamendo雖設立於卢森堡，卻提供多語言的內容。最初網站只提供法文版，隨後便開始提供英文、德文、義大利文、波蘭文、葡萄牙文、西班牙文、俄文的內容（到2008年11月為止）。
在2008年4月，Jamendo啟用一個特別的介面，讓使用者能搜尋MP3與Ogg Vorbis格式的torrent檔案。

## 商業模式
在一篇研究Jamendo商業模式的文章中提到，Jamendo嘗試讓聽眾直接對艺术家進行贊助，這對一個檔案分享網站而言是創新的作法，並提供艺术家一個可以直接獲得報酬的管道。在2007年1月，Jamendo開始提供廣告獲利分享模式給艺术家。
像是YouTube也實行類似的方案給艺术家來分享廣告獲利，而Jamendo則提出讓艺术家獲得廣告收入的50%以及100%的聽眾贊助。

## 與播放軟體整合
Jamendo提供API讓程式設計師能夠與之整合。Rhythmbox 0.9.6版、Totem Movie Player、Songbird、Amarok 2都已經和Jamendo整合。

## 外部連結
- Jamendo（页面存档备份，存于）
- Jamendo, a business model that works by Robert Nagle.
- Jamendo Publishes their 10,000th CC-Licensed Album （页面存档备份，存于） Cameron Parkins, June 20th, 2008